# Biosfera de Montreal
A Biosfera de Montreal (em francês: La Biosphère de Montréal) é um museu dedicado ao meio ambiente. Ele está localizado no Parc Jean-Drapeau, na Ilha de Santa Helena, no antigo pavilhão dos Estados Unidos para a Feira Mundial de 1967, a Expo 67, em Montreal, Quebec, Canadá. A cúpula geodésica do museu foi projetada pelo estaunidense Buckminster Fuller.

## História
O arquiteto dessa cúpula geodésica foi Buckminster Fuller. O edifício originalmente formava uma estrutura fechada de células de aço e acrílico, com 76 metros (249 pés) de diâmetro e 62 metros (203 pés) de altura. É uma Classe 1 (icosaédrica, como diferenciada das cúpulas Classe 2, que são dodecaédricas, e Classe 3, que são tetraédricas), cúpula de camada dupla com 32 frequências, na qual as camadas interna e externa são conectadas por uma treliça de suportes. (Ocasionalmente houve confusão em se referir erroneamente a isso como uma cúpula de 16 frequências devido ao fato de existirem 15 polígonos hexagonais de cada um dos vértices poligonais pentagonais deste poliedro icosaédrico ao vértice adjacente. No entanto, o padrão para medir a freqüência de cúpula é o número de triângulos do vértice ao vértice E como há dois triângulos de um lado para o lado oposto de um hexágono, há na verdade 30 triângulos da borda de cada vértice pentagonal nesta cúpula para a próxima, mais o triângulo que compreende um quinto do vértice pentagonal em cada extremidade do comprimento de um vértice para o adjacente: totalizando 32 triângulos do centro de cada vértice até o centro do próximo vértice.)
Um sistema complexo de sombras foi usado para controlar sua temperatura interna. O sistema de sombreamento solar foi uma tentativa do arquiteto de refletir os mesmos processos biológicos em que o corpo humano depende para manter sua temperatura interna. A ideia original de Fuller para a cúpula geodésica era incorporar "poros" no sistema fechado, comparando-o ainda com a sensibilidade da pele humana, mas o sistema de sombreamento não funcionava adequadamente e acabou sendo desativado.
Arquitetos da Golden Metak Productions projetaram o espaço da exposição interna. Os visitantes tiveram acesso a quatro plataformas temáticas divididas em sete níveis. O edifício incluía uma escada rolante de 37 metros de comprimento, a mais longa já construída na época. O monotrilho Minirail atravessou o pavilhão.
Na tarde de 20 de maio de 1976, durante as reformas estruturais, um incêndio queimou a bolha acrílica transparente do prédio, mas a estrutura de aço duro permaneceu. O lugar permaneceu fechado até 1990.

## Imagens

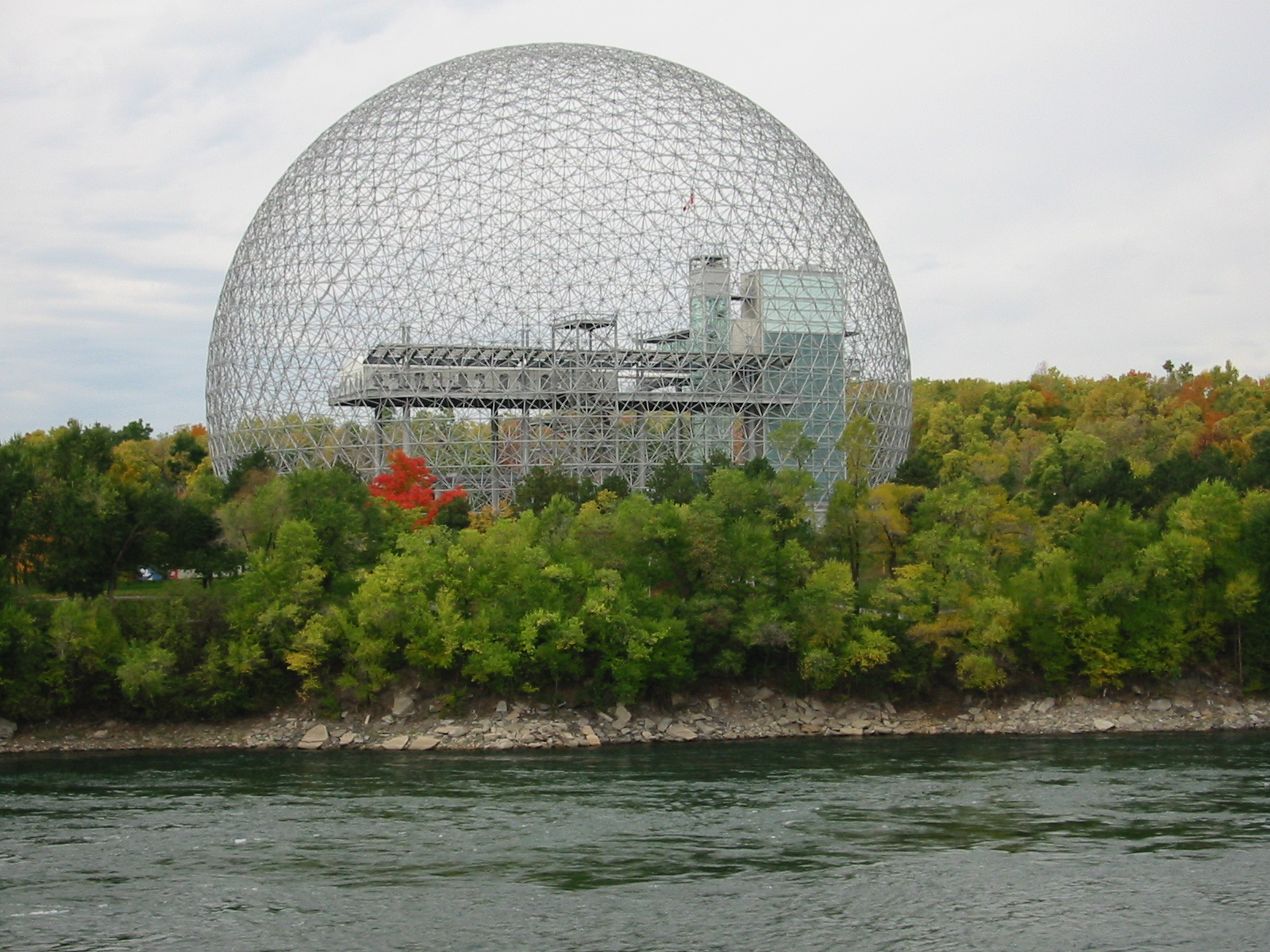
Biosfera vista da água
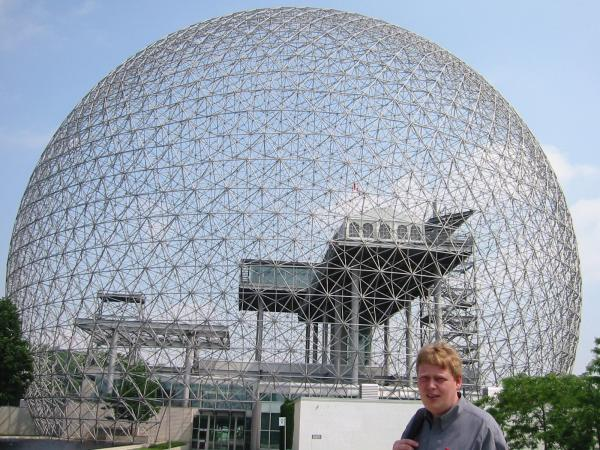
Biosfera em junho de 2002
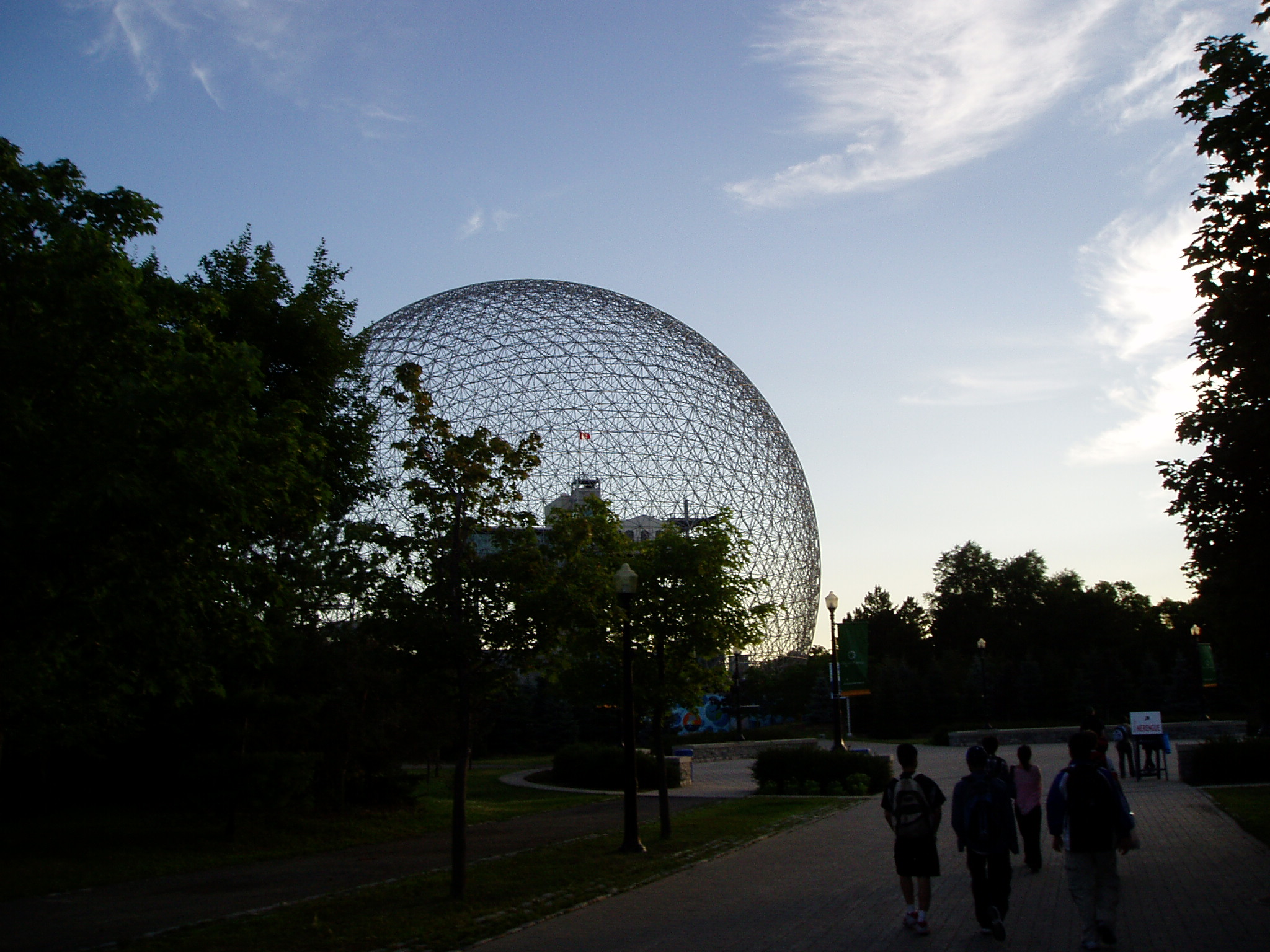
Biosfera em julho de 2004
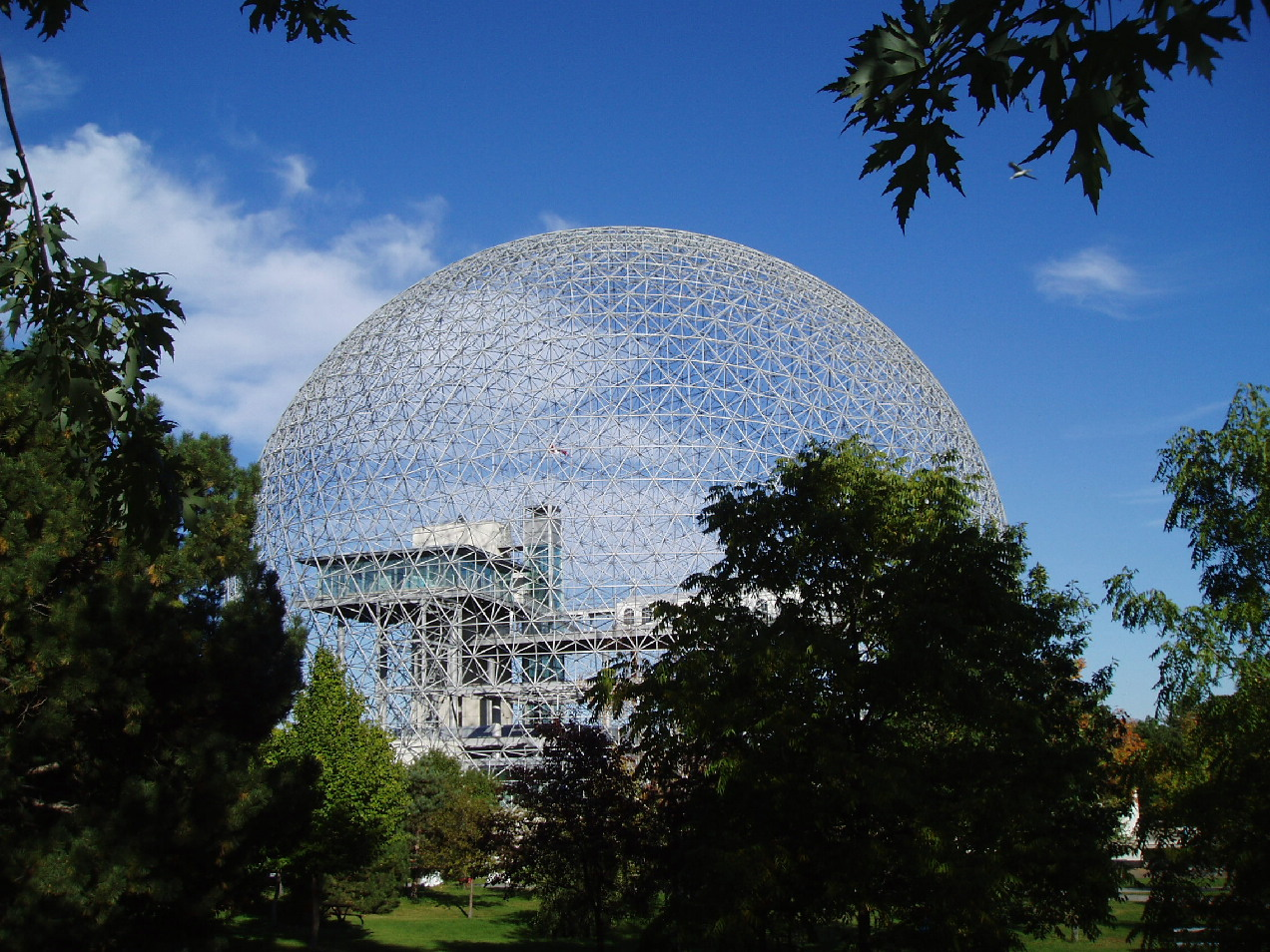
Vista lateral da biosfera em setembro de 2004
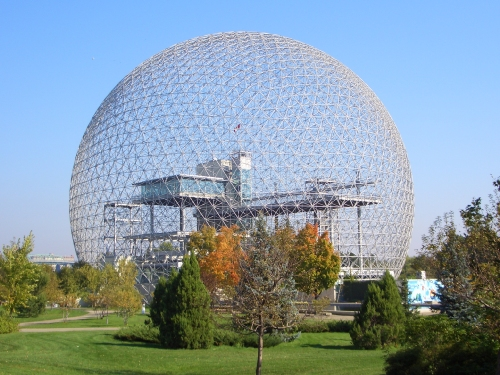
Biosfera em outubro de 2005
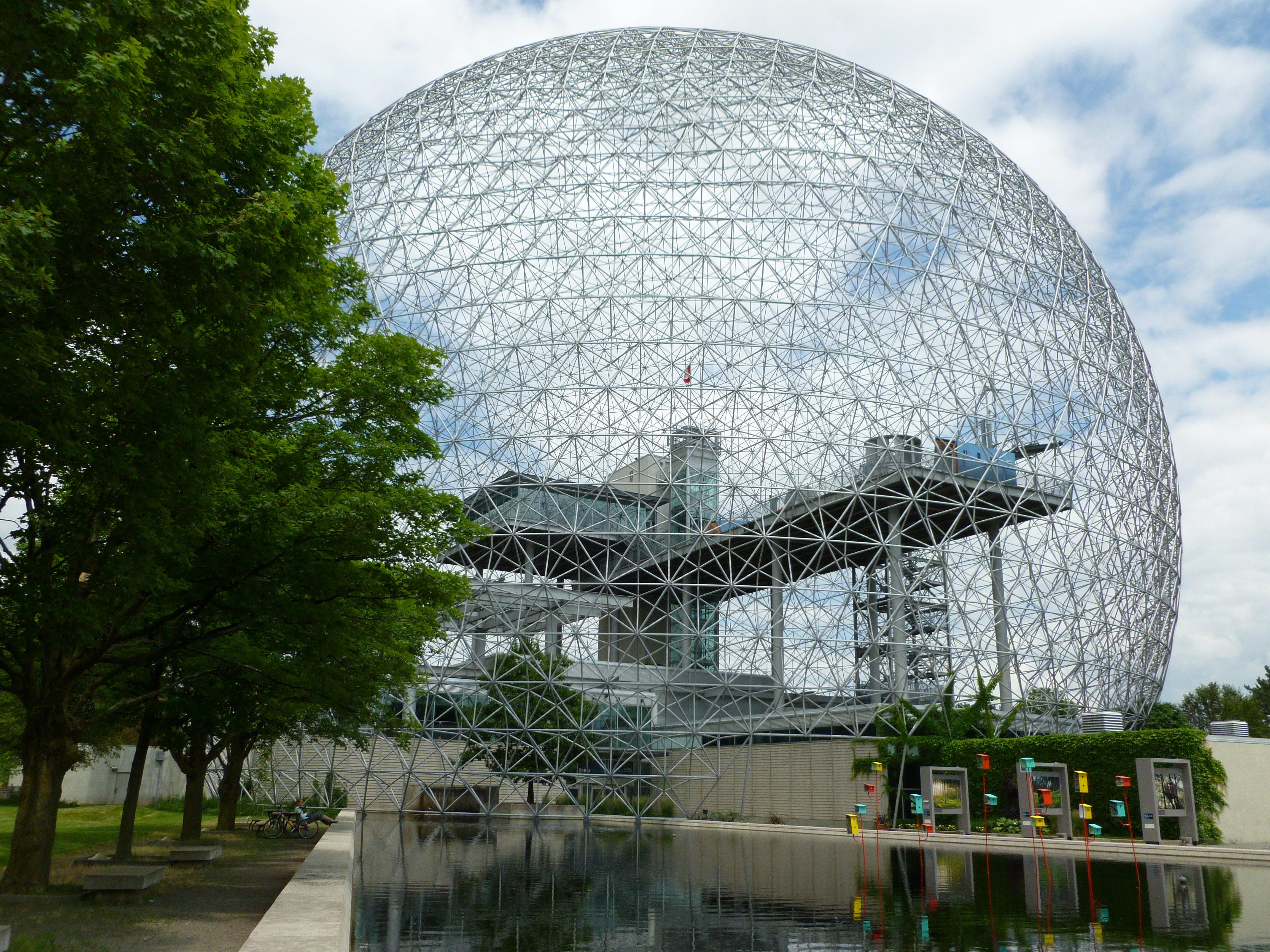
Biosfera em julho de 2011
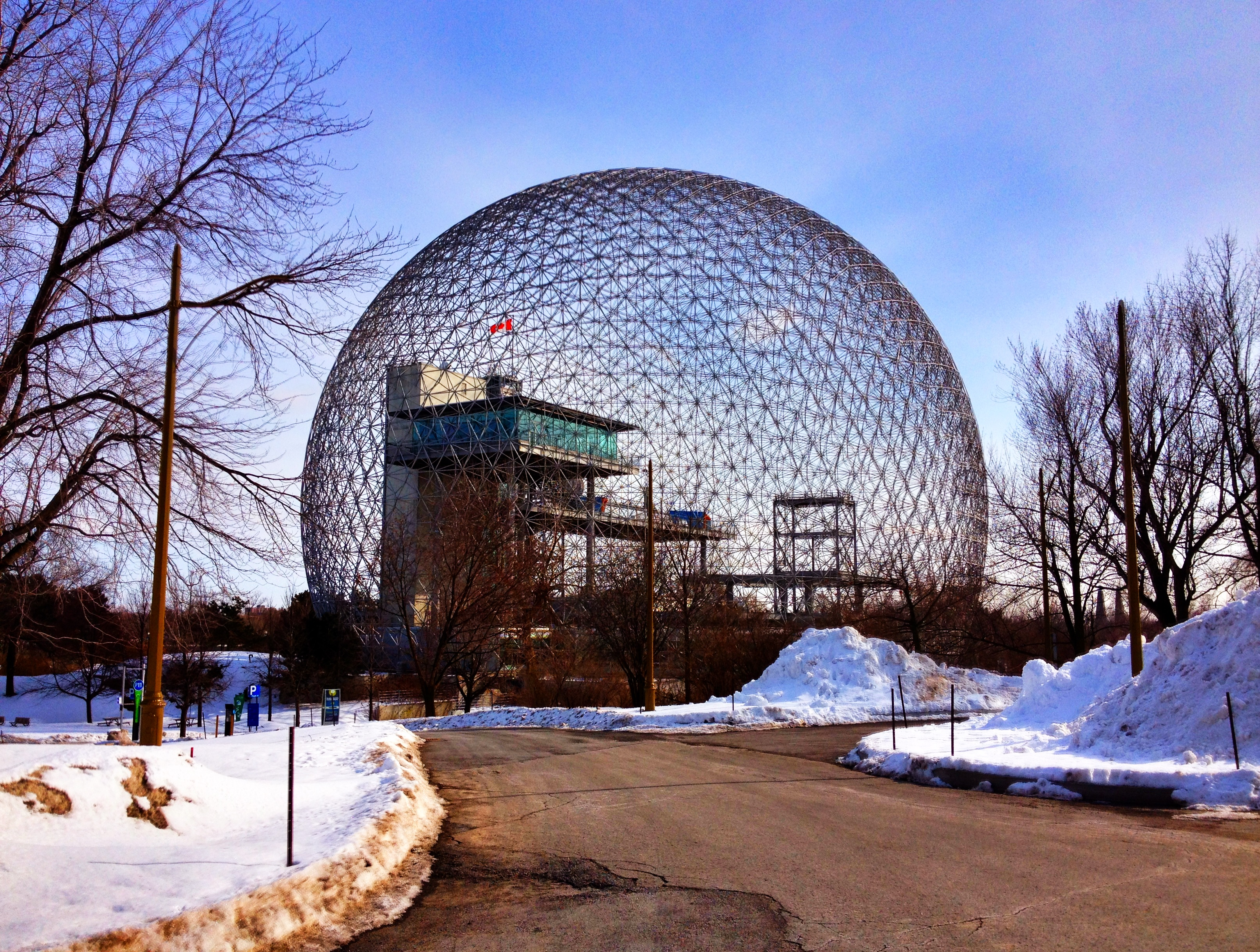
Biosfera em março de 2012
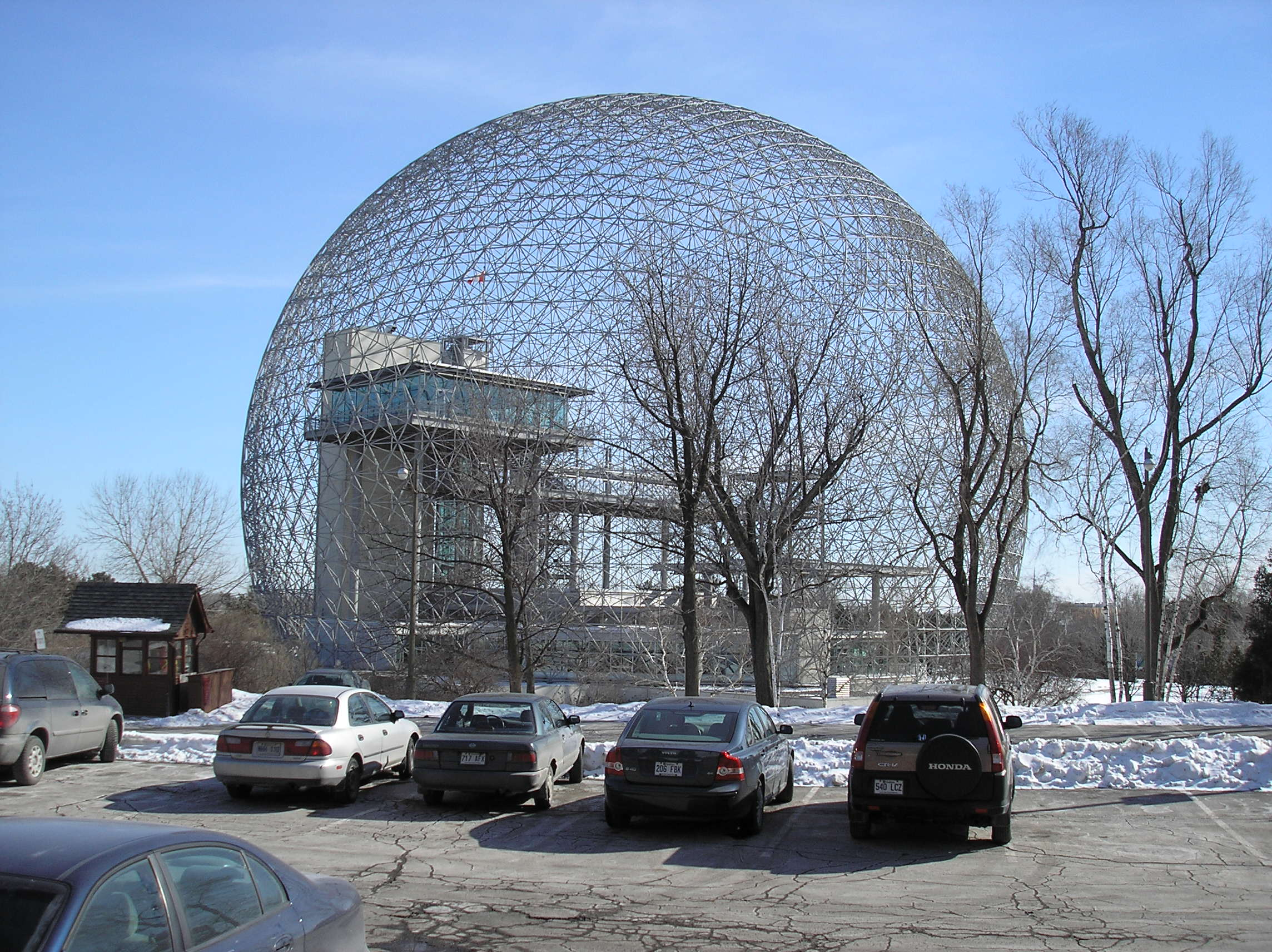
Biosfera na neve
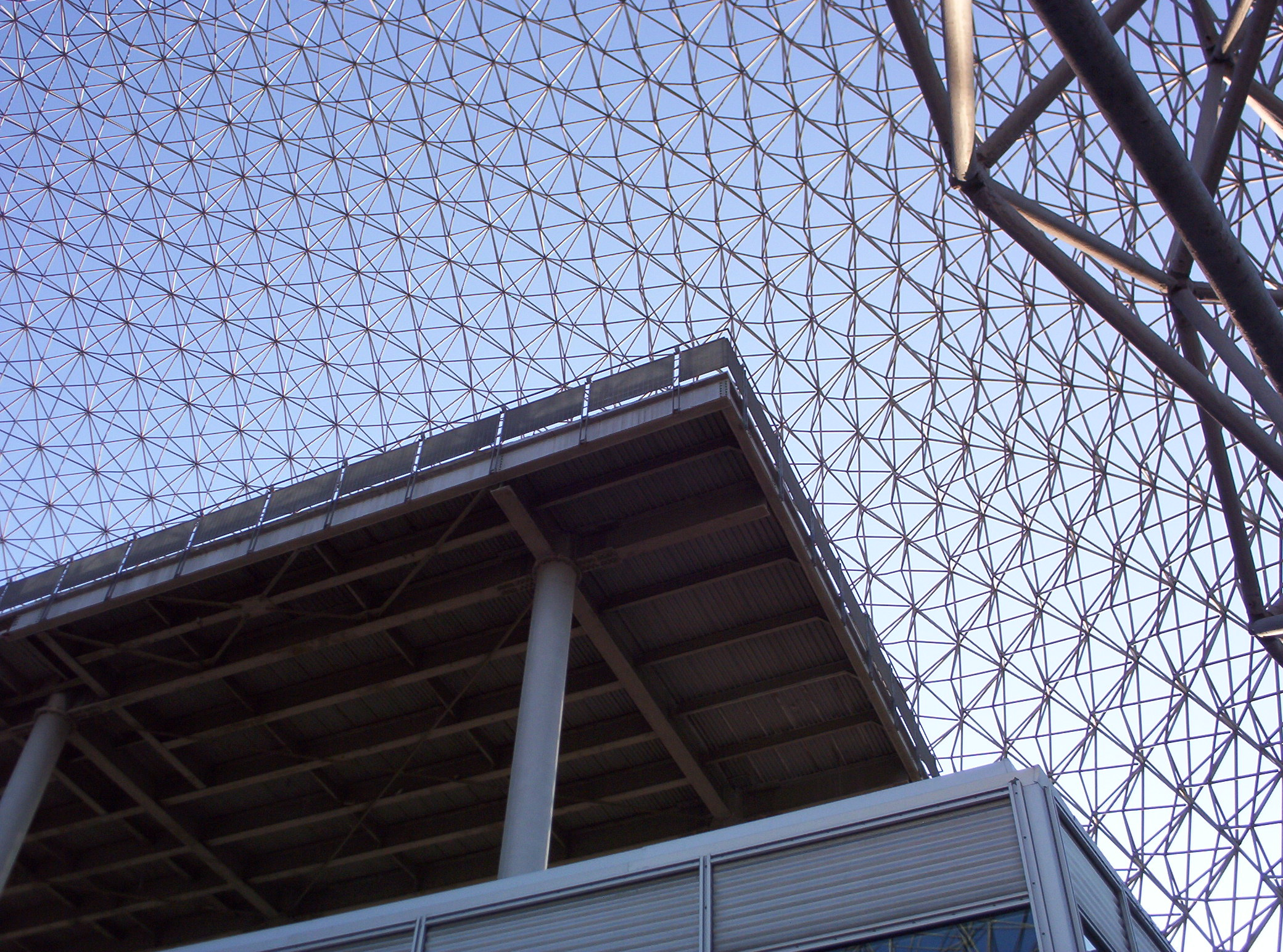
Vista do interior da biosfera